# むろと (列車)
むろとは、かつて四国旅客鉄道（JR四国）が牟岐線の徳島駅 - 牟岐駅間を運行していた特急列車である。
本項では、徳島駅 - 阿南駅間を牟岐線経由で運行していた特急「ホームエクスプレス阿南」（ホームエクスプレスあなん）、および牟岐線の優等列車の沿革についても記載する。

## 概要

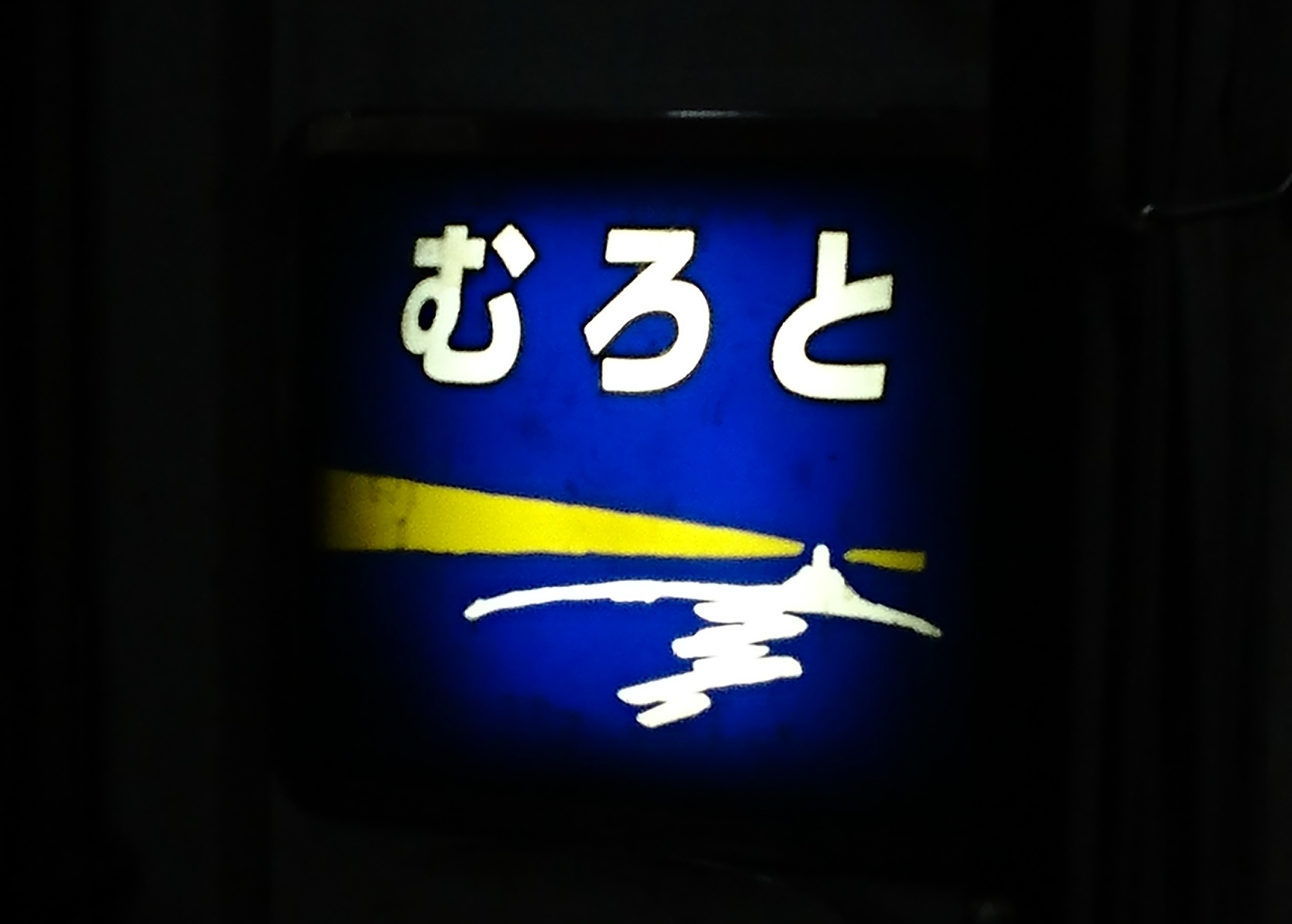
特急「むろと」ヘッドマーク。室戸岬と、その灯台からの光をイメージしている。

1999年3月13日に、高徳線特急「うずしお」、徳島線特急「剣山」の牟岐線内の区間を系統分離する形で運行を開始した。ただし「剣山」に関しては「むろと」の運行開始後も牟岐線乗り入れは継続しており、牟岐線を走る特急列車は牟岐線内で完結する列車を「むろと」、徳島線に乗り入れる列車を「剣山」として区別した。
2009年3月14日のダイヤ改正では、徳島駅での誤乗防止を目的として牟岐線に乗り入れる「剣山」のうち、徳島線から牟岐線に乗り入れる列車（阿波池田駅発）に関しては「むろと」に編入され、「むろと」は片道であるが徳島線にも乗り入れるようになった。なお、牟岐線から徳島線に乗り入れる列車（阿波池田駅行き）に関しては引き続き「剣山」として運行されていたが、2014年3月15日のダイヤ改正を以て「むろと」の徳島線乗り入れおよび「剣山」の牟岐線乗り入れは廃止され、両列車は運転系統が完全に分離された。
また、2006年6月1日に通勤・通学の時間帯に臨時列車扱いで徳島駅 - 阿南駅間の「むろと」が運行開始した。2008年3月15日のダイヤ改正で、阿南駅発着の「むろと」が定期列車化の上で名称変更した列車が、特急「ホームエクスプレス阿南」である。
なお、「むろと」の列車名は1962年7月18日に運行を開始した、高松駅 - 牟岐駅間を運行する準急列車に使用されたのが初めてである。準急「むろと」は1966年に急行に格上げされ、1988年に「阿波」（あわ）に改称されて列車名称としてはいったん消滅した。「阿波」は1990年に特急に格上げの上で「うずしお」に編入され、1998年に「うずしお」の一部列車に関して牟岐線内を系統分離し、「剣山」に統合していた。
列車名は、本列車が始発終着駅とする牟岐駅および阿波海南駅を玄関駅とする景勝地の室戸岬に由来し、準急としての運転開始当時、牟岐駅以南室戸方面への延伸を期待して名づけられ、特急列車化してからのヘッドマークも室戸岬およびその灯台からの光をイメージしたものとなっていた。
1973年10月1日には牟岐駅から海部駅間が牟岐線延伸区間として開業、1992年3月26日に第三セクター鉄道の阿佐海岸鉄道により海部駅から甲浦駅間まで阿佐東線として延伸開業し、県境を越えた高知県安芸郡東洋町まで乗り入れを果たした（ただし牟岐駅以南は普通列車扱いのため「むろと」としては直通せず）。しかしそれ以降阿佐線は甲浦駅以南建設されないまま未成線となり、室戸市への優等列車の乗り入れは実現せずに終わってしまう。
前述の通り1999年3月改正ダイヤで「うずしお」が全列車徳島駅以北の運転に統一されて新たに「むろと」が特急列車の愛称として復活したものの、2001年3月改正ダイヤで当列車の阿佐東線乗り入れが終了（区間が重複していた「剣山」に関しては2011年3月改正ダイヤで阿佐東線乗り入れが終了）し、普通列車としての直通は海部駅発着となった。2020年には阿佐海岸鉄道のDMV導入のため牟岐駅以南が運休となり、同年11月1日に阿波海南駅 - 海部駅間は阿佐東線に編入され、阿波海南駅で線路が分断された。2021年2月1日に牟岐駅以南の運行が再開され、本列車は上り1本が阿波海南駅から普通列車扱いで直通するようになった。
2025年3月15日のダイヤ改正で廃止となった。

## 運行概況
「むろと」は徳島駅 - 牟岐駅間に下り1本、上り1本（1・2号）の計1往復が運行されていた（上り1本については阿波海南駅 → 牟岐駅間を普通列車として運行のうえ牟岐駅から直通）。列車番号は号数+8050D。
「ホームエクスプレス阿南」は徳島駅 - 阿南駅間に1往復（1・2号）が運行されていた。列車番号は号数+5090Dである。

### 停車駅
徳島駅 - 阿波富田駅 - 南小松島駅 - 羽ノ浦駅 - 阿南駅 - 阿波橘駅 - 桑野駅 - 新野駅 - 由岐駅 - 日和佐駅 - 牟岐駅
- 普通列車として直通する牟岐駅 - 阿波海南駅の区間は全駅停車していた。
- 2018年夏季の海水浴シーズンまでは午前中の下り列車1本が田井ノ浜駅に臨時停車していたが、2019年3月16日改正ダイヤ以降は下り列車が夜の1本のみとなったため、同駅停車の設定がなくなった[4]。

### 使用車両・編成
高松運転所所属のキハ185系気動車が使用されていた。普通車のみの2両編成で、一部座席（1号車の12 - 15番座席）を指定席としていた。

## 牟岐線優等列車沿革

### 国鉄時代
- 1962年（昭和37年）7月18日：高松駅 - 牟岐駅間の準急列車「むろと」運転開始。1985年当時の急行「むろと」（那賀川鉄橋）

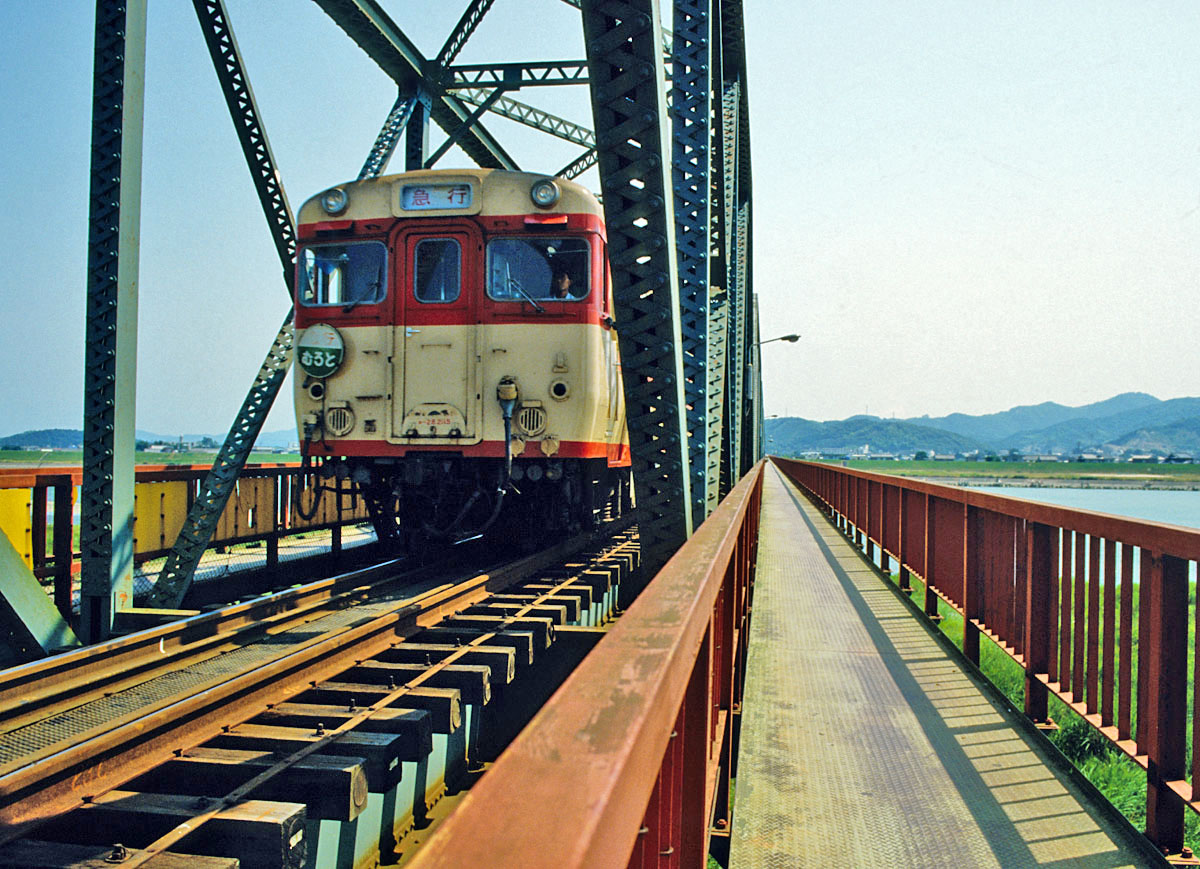
1985年当時の急行「むろと」（那賀川鉄橋）

- 1966年（昭和41年）：準急「むろと」が急行列車に格上げ。

### 民営化後（1987年 - 1999年）
- 1988年（昭和63年）4月10日：「むろと」を「阿波」に改称[5]。
- 1990年（平成2年）：「阿波」を特急「うずしお」に格上げ・統合。これにより、高徳線・牟岐線優等列車は特急「うずしお」に一本化。
- 1998年（平成10年）3月14日：特急「剣山」が牟岐線経由で阿佐海岸鉄道阿佐東線甲浦駅まで乗り入れ開始。牟岐線優等列車は「うずしお」下り2本、上り1本、「剣山」下り1本、上り2本となる（ただし、「剣山」の上りと下りは牟岐線内での方向である。以下同じ）。
- 1999年（平成11年）3月13日：「うずしお」が徳島駅で系統分離され、徳島駅 - 甲浦駅間下り2本、上り1本、徳島駅 - 牟岐駅間1往復は特急「むろと」となり運転開始。牟岐線に入る「剣山」は上り1本になる[1]。

### 2000年代の動き（2000年 - 2009年）
- 2000年（平成12年）3月11日：甲浦発徳島行きが上り1本、徳島発下りは牟岐行きと海部行きがそれぞれ1本になる。牟岐線に入る「剣山」はこれ以降下り1本、上り2本になる。
- 2001年（平成13年）
  - 3月3日：徳島駅 - 海部駅間下り2本、上り1本になる。甲浦駅乗り入れを終了。
  - 10月1日：桑野駅にすべての特急列車が停車するようになる。
- 2005年（平成14年）3月27日：国鉄色のキハ58形とキハ65形の2両編成による急行「むろと」が高徳線で復活運転。
- 2006年（平成18年）6月1日：夕方時間帯に徳島駅 - 阿南駅間で2往復増発。毎日運転の臨時列車扱いで、号数は51 - 54号と区別される。
- 2007年（平成19年）10月21日：国鉄色のキハ58形+キハ65形の2両編成による急行「むろと」の復活運転が2年ぶりに実施され、前回とは異なり牟岐線で運転。
- 2008年（平成20年）3月15日：阿南駅発着の列車が特急「ホームエクスプレス阿南」に改称。上り1本は朝通勤時間帯運転に変更。全車禁煙となる[6]。
- 2009年（平成21年）3月14日：阿波池田発海部行き「剣山」1本を、徳島駅での誤乗防止のため「むろと」に変更。「むろと」としては初の徳島線乗り入れ[7]。

### 2010年代の動き（2010年 - 2019年）
- 2011年（平成23年）3月12日：時間変更の上で朝時間帯の「ホームエクスプレス阿南」を徳島発の「剣山」に編入。また、「むろと」1往復が新野駅・阿波橘駅に臨時停車する[8]。
- 2012年（平成24年）3月17日：「ホームエクスプレス阿南3号」を廃止し、同列車を1往復とする[9]。
- 2014年（平成26年）3月15日：阿波池田始発の下り1本を徳島駅を境に区間分割し徳島始発に変更。また、牟岐発阿波池田行き「剣山」1本も徳島駅で区間を分割し牟岐線内は徳島行き「むろと」に変更。これにより、「むろと」の徳島線乗り入れ及び「剣山」の牟岐線乗り入れを終了[10]。
- 2019年（平成31年）3月16日：ダイヤ改正における徳島駅 - 阿南駅間の運転間隔統一に伴い「むろと」が朝の上り1本と夜の下り1本に減便となり、夜の下りの牟岐駅 - 海部駅間の普通列車としての運行も取り止めになった。「ホームエクスプレス阿南」も3月15日の運行を最後に廃止となった [11][12]。

### 2020年代の動き（2020年 - 2025年）
- 2020年（令和2年）
  - 3月14日：朝の上り1本が海部発（海部駅 - 牟岐駅間は普通列車として運行）となる[13]。
  - 7月18日：牟岐駅 ‐ 海部駅間のDMV関連工事開始で、この日から同区間が運休、代行バス輸送となる[14]。
  - 11月1日：工事完了後の阿波海南駅発着の運行再開に先立ち、阿波海南駅 - 海部駅間が阿佐海岸鉄道阿佐東線へ編入される[15][16][17][18]。ただし、海部駅までの代行バス輸送は、海部駅 - 甲浦駅間の工事開始まで、引き続きJR四国により11月30日まで運行された。
  - 12月1日：海部駅 - 甲浦駅間のDMV関連工事開始に伴い、阿波海南駅にてJR四国と阿佐海岸鉄道の代行バスを乗り継ぐ形に変更となる[15]。
- 2021年（令和3年）
  - 2月1日：牟岐駅 - 阿波海南駅間でのバス代行輸送を終了し、列車の運転を再開[19]。朝の上り1本は阿波海南駅発（阿波海南駅 - 牟岐駅間は普通列車）で運行[20][21][22]。
- 2025年（令和7年）3月15日：ダイヤ改正により「むろと」が廃止[2][23][24][25]。